# 奥尔纳雪
奥尔纳雪（法語：Ornacieux，法語發音：[ɔʁnasjø]）是法国伊泽尔省的一个旧市镇，属于维埃纳区。2019年，奥尔纳雪与市镇巴尔班合并为新市镇奥尔纳雪-巴尔班，奥尔纳雪为新市镇行政中心。

## 地理
奥尔纳雪（45°24'2"N, 5°12'40"E）面积4.89 平方千米，位于法国奥弗涅-罗讷-阿尔卑斯大区伊泽尔省，该省份为法国东南部内陆省份，北起顺时针与安省、萨瓦省、上阿尔卑斯省、德龙省、阿尔代什省、卢瓦尔省和罗讷省。
与奥尔纳雪接壤的市镇（或旧市镇、城区）包括：瑟蒙、阿尔宰、巴尔班、博雪、科梅勒、拉科特圣安德烈、珀诺勒。

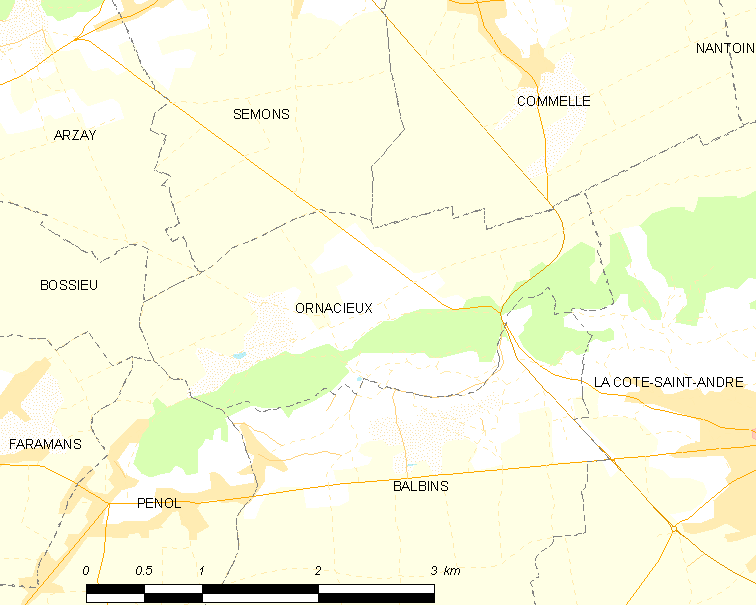
奥尔纳雪的OSM定位图

奥尔纳雪的时区为UTC+01:00、UTC+02:00（夏令时）。

## 行政
奥尔纳雪的邮政编码为38260，INSEE市镇编码为38284。

## 政治
奥尔纳雪所属的省级选区为比耶夫尔县。

## 人口

1962-2008年间奥尔纳雪人口变化图示

奥尔纳雪于2018年1月1日时的人口数量为398人。